# استیون آر. مک‌کوئین
استیون آر. مک‌کوئین (به انگلیسی: Steven R. McQueen) یک بازیگر آمریکایی است که بیشتر به دلیل ایفای نقش جرمی گیلبرت در مجموعه تلویزیونی خاطرات خون‌آشام مشهور شده‌است.

## خانواده
او فرزند چاد مک‌کوئین بازیگر و تهیه‌کنندهٔ آمریکایی و نوهٔ استیو مک کوئین بازیگر هالیوود است.

او همچنین پسر خاله انریکه ایگلسیاس، خواننده مشهور نیز است.

## فیلم‌گرافی

### فیلم‌ها
| سال  | فیلم             | نقش           | یادداشت         |
| ---- | ---------------- | ------------- | --------------- |
| ۲۰۰۶ | باشگاه سودا      | بچه           | فیلم کوتاه      |
| ۲۰۰۸ | مینیوتمن         | دِرِک بیوگارد   | فیلم شبکهٔ دیزنی |
| ۲۰۰۸ | داستان‌های آمریکا | بچه           | فیلم کوتاه      |
| ۲۰۱۰ | پیرانا (۳ بُعدی)  | جیک (جنگل‌بان) | نقش اصلی        |
| ۲۰۱۸ | پیاده شوید       |               | فیلم کوتاه      |
| ۲۰۲۰ | ضمانت            | کال شکن       | پیش تولید       |

### تلویزیون
| سال       | سریال          | نقش         | یادداشت                  |
| --------- | -------------- | ----------- | ------------------------ |
| ۲۰۰۵      | آستانه         | جوردن پترز  | اپیزود "خون بچه‌ها"       |
| ۲۰۰۵      | هر چوبی        | کایل شکارچی | ۷ اپیزود                 |
| ۲۰۰۸      | نامب تریز      | کریگ ازرا   | اپیزود "اتمی شمارهٔ ۳۳"   |
| ۲۰۰۸      | بدون ردیابی    | ویل دونکان  | اپیزود "درست/نادرست"     |
| ۲۰۰۸      | سی‌اس‌آی: میامی  | کیت والش    | اپیزود "رفته عزیزم رفته" |
| ۲۰۱۵–۲۰۰۹ | خاطرات خون‌آشام | جرمی گیلبرت | نقش اصلی                 |
| ۲۰۱۶–۲۰۱۵ | آتش شیکاگو     | جیمی بورلی  | ۲۵ قسمت                  |
| ۲۰۱۶      | شیکاگو P.D.    | جیمی بورلی  | ۳ قسمت                   |
| ۲۰۱۸      | خانه بهار      | وین هندریکس | فیلم اصلی هالمارک        |
| ۲۰۱۸      | میراث          | جرمی گیلبرت | فصل ۱ قسمت ۳             |
| ۲۰۱۸      | مدال افتخار    | جوزف ویتوری | قسمت: "جوزف ویتوری"      |